# Zadnia Pańszczycka Czuba

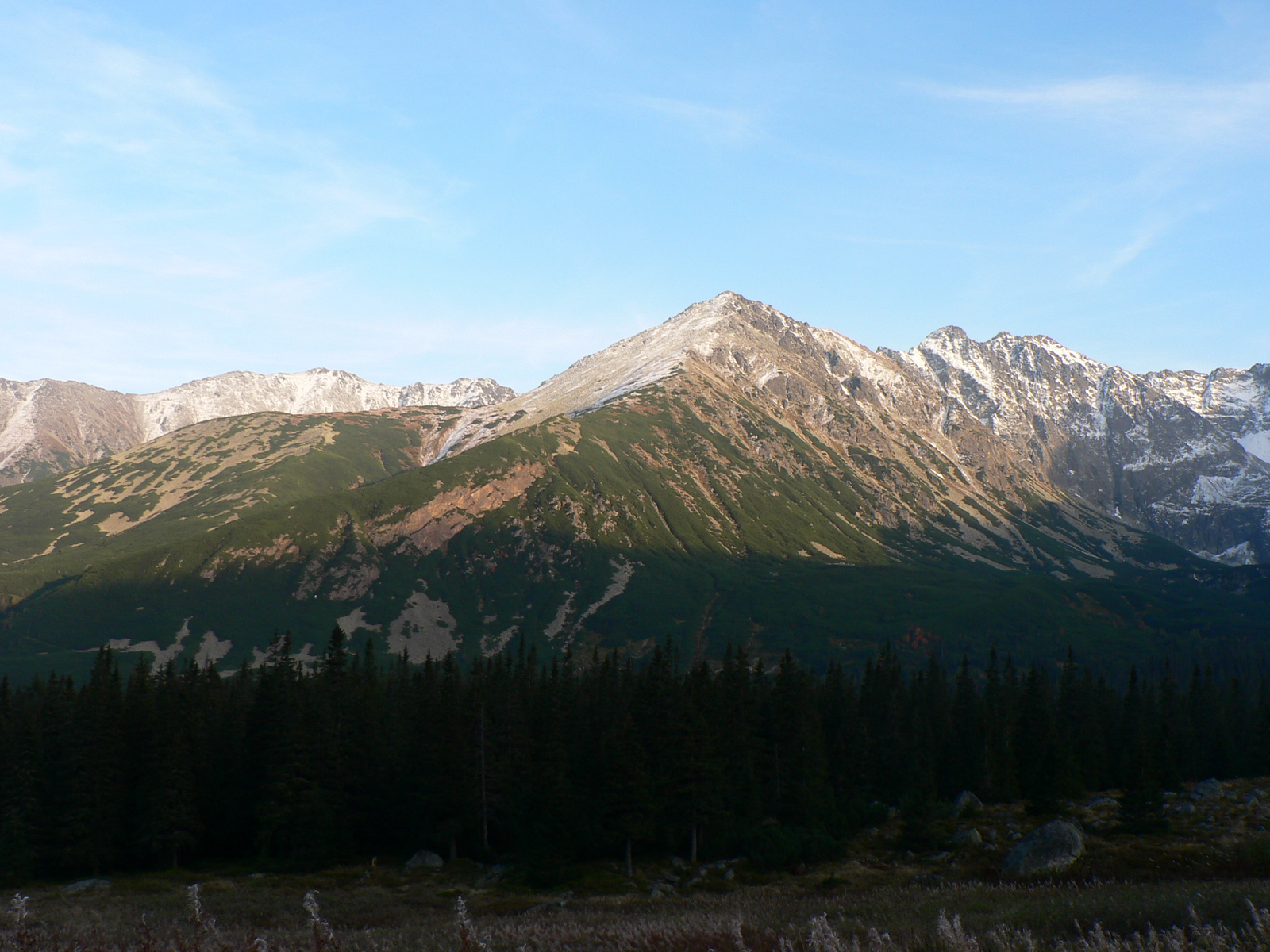
Blick von der Alm Hala Gąsienicowa

Die Zadnia Pańszczycka Czuba ist ein Berg in der polnischen Hohen Tatra mit 2174 Metern im Massiv der Grań Żółtej Turni. Auf dem Gipfel verläuft die Grenze zwischen den Gemeinden Zakopane im Süden und Poronin, konkret dem Ortsteil Murzasichle, im Norden, in der Woiwodschaft Kleinpolen im Landkreis Powiat Tatrzański.

## Lage und Umgebung
Unterhalb des Gipfels liegen die Täler Dolina Pańszczyca im Norden und Dolina Czarna Gąsienicowa im Süden. 
Vom Gipfel Skrajny Granat im Westen wird der Zadnia Pańszczycka Czuba durch den Bergpass Pańszczycka Przełączka Wyżnia und von dem Gipfel Skrajna Pańszczycka Czuba, mit dem es zusammen das Massiv der Pańszczyckie Czuby bildet, im Osten durch den Bergpass Pańszczycka Przełączka Pośrednia getrennt.

## Etymologie
Der polnische Name Zadnia Pańszczycka Czuba lässt sich als Hintere Pańszczyca Koppe übersetzen. Der Name rührt von dem nahe gelegene Tal Dolina Pańszczyca her.

## Flora und Fauna
Trotz seiner Höhe besitzt die Zadnia Pańszczycka Czuba eine bunte Flora und Fauna. Es treten zahlreiche Pflanzenarten auf, insbesondere hochalpine Blumen und Gräser. Neben Insekten und Weichtieren sowie Raubvögeln besuchen auch Bären, Murmeltiere und Gämsen den Gipfel.

## Tourismus
Die Zadnia Pańszczycka Czuba ist bei Kletterern beliebt. Auf den Gipfel führt jedoch kein Wanderweg. Als Ausgangspunkt für eine Besteigung aus den Tälern eignet sich die Berghütte Schronisko PTTK Murowaniec.